# نيل جاكسون
نيل جاكسون (بالإنجليزية: Neil Jackson)‏ (و. 1976 – م) هو ممثل، وكاتب سيناريو، من المملكة المتحدة، ولد في لوتن.

## وصلات خارجية
- نيل جاكسون على موقع IMDb (الإنجليزية)
- نيل جاكسون على موقع ألو سيني (الفرنسية)
- نيل جاكسون على موقع أول موفي (الإنجليزية)
- نيل جاكسون على موقع قاعدة بيانات الأفلام السويدية (السويدية)
- نيل جاكسون على موقع قاعدة بيانات الفيلم (الإنجليزية)
- نيل جاكسون على موقع كينوبويسك (الروسية)